# الفانوس السحري (فلم)
الفانوس السحري فيلم مصري من إنتاج عام 1960، من تأليف أبو السعود الإبياري، ومن إخراج فطين عبد الوهاب وبطولة إسماعيل ياسين وعبد السلام النابلسي.

## قصة الفيلم
مصطفى فرّاش في شركة للمنسوجات، يعاني الأمرّين من مديره مرسي. وهو رجل متزوج من امرأة تحب المال كثيرًا، يشتري مصطفى فانوسًا جديدًا لطفلة صغيرة في شهر رمضان، وتهديه بدورها فانوسها القديم، وعندما يعود به إلى البيت يخرج منه العفريت عفركوش الذي يخبره أنه تحت أمره، يطلب منه مصطفى أن يصبح المدير بدلاً من مرسي، يصبح مصطفى المدير، ويشعر بأنه قد صار في قامة هدى الموظفة التي يحبها. يعامل مرسي بنفس القسوة، يحاول مرسى فهم سر الثراء والمكانة التي حطت على منافسه، خاصة أن الإدارة العليا تقبل إقالة مرسي الذي يعرف سر المصباح، فيدبر خطة لأخذه ثم يخبئه في منزله، يعود مصطفى إلى مكانته الأولى كفرّاش، يحاول مصطفى استعادة مكانته، ويعرف أن منافسه هو الذي اختطف المصباح، فيتسلل إلى منزله في زى خادم ويسرق المصباح، ليس أمام العفريت سوى أمنية واحدة. فيطلب منه أن ينسى المدير الإساءة التي سببها له وكانت سببًا في طرده، يعود مصطفى إلى العمل، ويصبح مديرًا، ويتزوج من هدى.

## بطولة
- إسماعيل ياسين
- عبد السلام النابلسي
- كريمان
- شريفة ماهر
- محمود فرج
- خيرية أحمد
- عبد الغني النجدي
- سيد سليمان
- نظيم شعراوي
- عمر عفيفي
- محمد رضا
- محمد بدر الدين
- عبد المنعم بسيوني
- إسكندر منسي
- نعمت مختار
- إكرام عزو

## فريق العمل
- إخراج: فطين عبد الوهاب
- تأليف : أبو السعود الإبياري
- إنتاج: الشركة العربية للسينما
- توزيع: الشركة العربية للسينما
- مونتاج: عطية عبده
- مدير التصوير: علي حسن
- تم التصوير في ستوديو النحاس
- تم الطبع والتحميض في ستوديو مصر

## وصلات خارجية
- مقالات تستعمل روابط فنية بلا صلة مع ويكي بيانات
- صفحة الفيلم في قاعدة بيانات الأفلام العربية